# Gregorius Kugler
Gregorius Kugler (* um 1505/10 in Heilbronn; † 11. Juni 1575 ebenda) war Stadtschreiber und Syndikus der Reichsstadt Heilbronn und trat vor allem zur Zeit des Schmalkaldischen Krieges und des Augsburger Interims für die Stadt in höchsten diplomatischen Missionen in Erscheinung.

## Leben
Gregorius Kugler wurde als Sohn des Malers Jerg Kugler in Heilbronn geboren. Über seine Geburt und seine Hochzeit mit Klara Thaler gibt es keine Unterlagen. Bereits verheiratet erscheint er erstmals am 1. November 1529 in den Matrikeln der Universität Heidelberg, wo er Jura studierte. 1530 schlug der Rat der Stadt Heilbronn Kugler für das Stock’sche Stipendium der Universität vor. 1532 war er Alumnus iuris. 1538 oder 1539 wurde er Stadtschreiber in Heilbronn, wo er auch den Titel des Syndikus führte. Im Jahr 1543 war er mit Bürgermeister Hans Riesser in Heidelberg, um das Bündnis der Reichsstadt mit der Kurpfalz zu erneuern. In der folgenden Zeit kam es zu Spannungen, da sich die dem Kaiser Karl V. unterstellte Reichsstadt Heilbronn dem Schmalkaldischen Bund angeschlossen hatte, der seinerseits in Konflikt mit dem Kaiser geriet, der zum Schmalkaldischen Krieg eskalierte. Kugler vertrat die Reichsstadt auf dem Bundeskongress des Schmalkaldischen Bundes in Ulm 1546. Nach dem Zusammenbruch der Schmalkaldischen Bündnispolitik und dem Abzug des sächsischen Heeres aus Südwestdeutschland im November 1546 war Kugler mit Hieronymus Schnabel abermals in Heidelberg, wo er mit seinem Amtsvorgänger Gregorius von Nallingen, der zuvor Stadtschreiber in Heilbronn gewesen war und jetzt in kurfürstlichen Diensten stand, um kurpfälzische Vermittlung beim Kaiser bat. Am 11. Dezember 1546 begaben sich Kugler, Schnabel und Peter Feurer nach Hall, um über die Übergabe der Reichsstadt an den Kaiser zu verhandeln. Am 14. Dezember erwirkten sie in Landsiedel-Kirchberg einen Schutzbrief für die Stadt Heilbronn, den der Kaiser am Folgetag in Rotenburg bestätigte. Als der Kaiser vom 24. Dezember 1546 bis zum 16. Januar 1547 in Heilbronn weilte, trat Kugler abermals hervor, um dem Kaiser Danksagungen und Gaben für die erwiesene Verschonung der Stadt zu überbringen. Nachdem am 10. März 1547 ein kaiserlicher Gesandter der Stadt die Forderung nach Zahlung von 20000 Gulden an König Ferdinand I. eröffnet hatte, begleitete Kugler Peter Feurer am 11. Mai 1549 nach Prag, um dort die Aussöhnung der Stadt mit König Ferdinand zu vollziehen und dabei die ursprüngliche Forderung auf 9000 Gulden zu senken. Als Karl V. im März 1548 zur Durchsetzung des Augsburger Interims spanische Truppen nach Heilbronn entsandt hatte, suchten Kugler und Ambrosius Becht den Kaiser ab dem 2. April 1548 in Augsburg auf, um ihn zum Abzug der spanischen Truppen zu bewegen. Da dies jedoch nicht gelang, empfahl Kugler mit einem Brief vom 29. Mai 1548 dem Rat der Stadt Heilbronn, das Interim zu akzeptieren, um die wegen ihrer Übergriffe gegen die Bevölkerung gefürchteten Spanier loszuwerden. Der Rat fällte am 5. Juni 1548 den Beschluss zur Zustimmung zum Interim, den Kugler eine Woche später dem Kaiser aushändigen konnte, worauf am 18. Juni der Befehl zur Räumung der Stadt erging und die Spanier am 2. Juli 1548 die Stadt verließen. Als im Jahr 1552 der Rat der Stadt auf kaiserliche Anordnung durch Dr. Hase umgebildet wurde, erinnerte man sich des geschickten Verhandlungsführers Kugler, der in die Konsultationen miteinbezogen wurde. Im selben Jahr war Kugler mit dem Schultheißen Christoph Erer auch im Heerlager des Markgrafen Albrecht II. Alcibiades von Brandenburg-Kulmbach in Geislingen, wo er zwischen protestantischen und kaiserlichen Kräften vermittelte. Bei der Erneuerung des Bündnisses der Stadt Heilbronn mit der Kurpfalz in den Jahren 1561 und 1571 war Kugler mit Wendel Anns in Heidelberg. 1570 zählte Kugler außerdem zur Heilbronner Abordnung, die Kaiser Maximilian II. von Speyer nach Heilbronn geleitete. Kuglers Tochter Barbara heiratete den Heilbronner Bürgermeister Georg Becht.